# Idylle de Bonis
Pour l’article homonyme, voir Idylle (homonymie).
Idylle, op. 179, est une œuvre de la compositrice Mel Bonis.

## Composition
Mel Bonis compose son Idylle pour orgue à pédale ad lib. mais ne la publiera jamais. Le manuscrit porte d'ailleurs la mention « Ne pas éditer ». L'œuvre est pourtant publiée à titre posthume par les éditions Armiane en 2011.

## Analyse
L'Idylle devait faire partie d'un projet de Dix Pièces pour orgue, avec l'Andante religioso, le Choral, le Prélude en sol mineur, la Communion (Adoro te), l'Offertoire, l'Adagio, la Pastorale, le Moderato et la Sortie.
Le titre de l'Idylle est une dénomination très en vogue à l'époque.
Cette œuvre est proche de la Pastorale, toutes deux étant dans un genre orgastique descriptif, caractérisé par des rythmes ternaires de tempo modéré, l'utilisation de registres caractéristiques comme le hautbois ou la voix humaine, rappelant les bergers. Il y a aussi l'utilisation de sections plus rythmées d'allure populaire et joyeuse ou au contraire dramatique, évoquant des orages dans la campagne.
La forme de l’œuvre est une forme tripartite du type ABA'. Elle est très proche de l'œuvre pour orgue de César Franck.

## Sources
- Étienne Jardin, Mel Bonis (1858-1937) : parcours d'une compositrice de la Belle Époque, 2020 (ISBN 978-2-330-13313-9 et 2-330-13313-8, OCLC 1153996478, lire en ligne)